# エール・サン＝ピエール
エール・サン＝ピエール（Air Saint-Pierre）はフランスの航空会社。カナダのセントローレンス湾に浮かぶフランスの海外準県サンピエール島に本拠地を置き、サンピエール島・ミクロン島やカナダをむすぶ定期便を運航している。ハブ空港はサンピエール空港。なおエール・サン＝ピエールで運航される航空機はすべてフランス籍である。

## 歴史
エール・サン＝ピエールは1964年3月に設立され、Eastern Provincial Airwaysとのコードシェア便という形でサンピエールとカナダのノヴァスコシア州シドニー線に就航した。
現在は社長一族のブリアン家が会社を所有しており、41人の従業員が働いている。

## 就航都市
- サンピエール島・ミクロン島（フランス海外準県）
  - サンピエール
  - ミクロン
- カナダ
  - モントリオール
  - ハリファックス
  - シドニー
  - セントジョンズ
  - モンクトン

## 保有機材

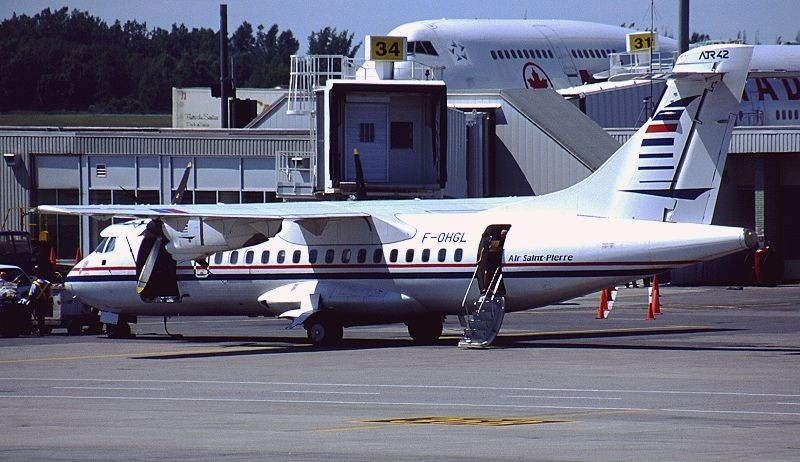
ATR 42-320

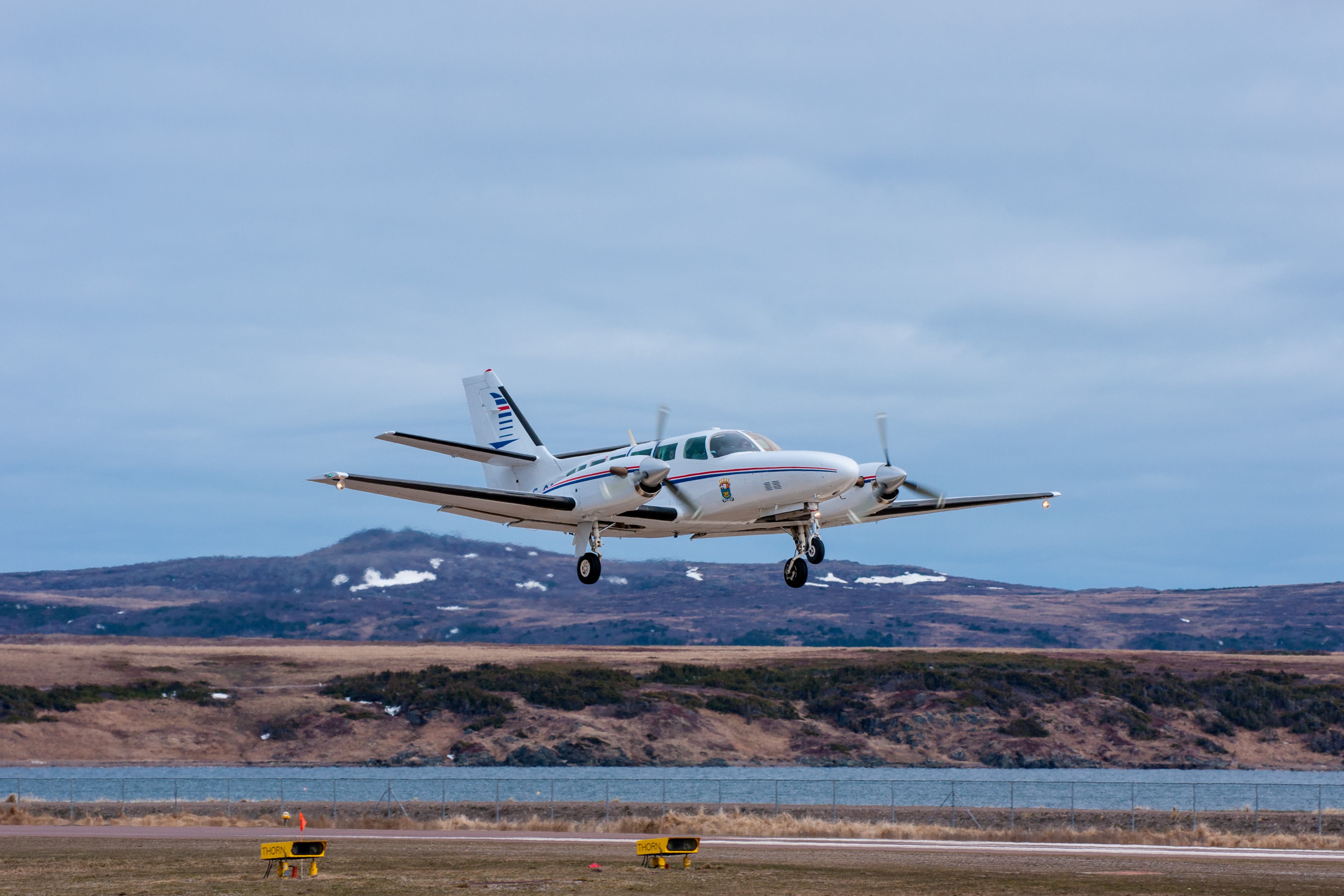
セスナ406

- ATR 42-320　1機
- ランス・セスナ406　1機